# Gustavo Leonel Mendoza
Gustavo Leonel Mendoza (Buenos Aires, 23 de desembre de 1969), és un cineasta argentí.

## Biografia
A mitjan anys '90 va fer els seus primers passos a l'Escuela Nacional de Experimentación y Realización Cinematográfica ENERC, ccontinuant ininterrompudament la seva formació en diverses institucions, entre les quals es troben l'Escola Superior de Cinematografia, i el Centre de Recerca i Experimentació de Vídeo i Cinema Cievyc, on va prendre classes amb Diego Curubeto, i es va interessar pel que seria el seu gènere preferit: el Cinema Fantàstic. També va ser alumne del famós director José Martínez Suárez, President del Festival Internacional de Cinema de Mar del Plata. A Buenos Aires Comunicación BAC, va ser graduat com a Director i productor de Cinema i TV.
Sobre el cinema fantàstic i el documental, Mendoza ha estructurat gairebé la totalitat de la seva filmografia, encara que en els seus últims films -tots dos documentals-, ha sabut donar un gir temàtic important en introduir-se de ple en les històries de dues grans personalitats: l'actor espanyol Narciso Ibáñez Menta (Nadie inquietó más) i el creador de la ciutat de Piriápolis, a Uruguai, Don Francisco Piria (Ciudadano Piria).
Va escriure el llibre il·lustrat (Scrapbook) "De Narciso Ibáñez Menta a Narciso Ibáñez Serrador", que tracta de la vida i obra d'aquests dos grans realitzadors en el teatre, cinema i televisió. Editat per Museo Fantàstico (València, Espanya), i presentat en l'espai FNAC del SITGES (Festival Internacional de Cinema Fantàstic de Catalunya).
El 2017 va acabar el seu tercer film documental Culto al terror, homenatge al gènere de terror. Un viatge nostàlgic i adrenalínico amb esperit de rock, a l'univers de la cinefília, la passió del fantàstic comptada pels seus especialistes, fanes i estrelles mundials. Tota una comunitat espiritual internacional germanada sota la catàrtica ombra de l'horror. Amb Robert Englund, Bruce Campbell, Peter Bogdanovich, Paul Naschy, Chicho Ibáñez Serrador, Barbara Crampton, etc.
Culto al terror es va estrenar al Festival Internacional de Cinema Fantàstic de Catalunya.
Exhuming London After Midnight (2021), és el seu últim treball. És un curt homenatge al film London After Midnight de Tod Browning i Lon Chaney. Es projectarà al festival de Sitges de 2021.

## Filmografia
Director
- Exhuming London After Midnight (2021)
- Culto al terror (2017)
- Ciudadano Piria (2014)
- Nadie Inquietó Más - Narciso Ibáñez Menta (2009)
- Robinson interior (curtmetratge) (2003)
- Búsqueda (curtmetratge) (2002)
- Glotón (curtmetratge) (2002)
- Argentina bizarra (curtmetratge) (1997)
- Terror en el cine argentino (curtmetratge) (1996)

Interpretació
- Rojo Sangre: 10 años a puro género (2009) ...Entrevistat

Producció
- Culto al terror (2017)
- Ciudadano Piria (2014)
- Nadie Inquietó Más - Narciso Ibáñez Menta (2009)
- Robinson interior (curtmetratge) (2003)
- Glotón (curtmetratge) (2002)
- Argentina bizarra (curtmetratge) (1997)
- Terror en el cine argentino (curtmetratge) (1996)

Director de fotografia
- Terror en el cine argentino (curtmetratge) (1996)

Guionista
- Culto al terror (2017)
- Ciudadano Piria (2014)
- Nadie Inquietó Más - Narciso Ibáñez Menta (2009)
- Robinson interior (curtmetratge) (2003)
- Búsqueda (curtmetratge) (2002)
- Glotón (curtmetratge) (2002)

Muntatge
- Culto al terror (2017)
- Ciudadano Piria (2014)
- Robinson interior (curtmetratge) (2003)
- Búsqueda (curtmetratge) (2002)
- Glotón (curtmetratge) (2002)
- Argentina bizarra (curtmetratge) (1997)
- Terror en el cine argentino (curtmetratge) (1996)

## Premis
- Nadie Inquietó Más - Narciso Ibáñez Menta, millor pel·lícula Iberoamericana al Festival Buenos Aires Rojo Sangre de 2008.[5]
- Culto al terror, millor muntatge (EDA) al Festival Buenos Aires Rojo Sangre (2017) i millor documental sl Festival Panamá Horror Film Fest (2018).